# Peg Woffington
Peg Woffington är ett opublicerat drama av Anne Charlotte Leffler, skrivet 1873. Pjäsen är en dramatisering av Charles Reades roman med samma namn.
I Kungliga biblioteket i Stockholm finns olika versioner av manuskriptet bevarade. I dessa antyds också att pjäsen hade olika titlar: Peg Woffington. Komedi i tre akter, Margaret Woffington. Skådespel i tre akter och Mellan kulliserna.

## Om pjäsen
I augusti 1873 lämnades Peg Woffington in till Kungliga Dramatiska Teatern som dock refuserade pjäsen med hänvisning till att huvudpersonen alltför mycket liknade huvudpersonen Ester Larsson i Lefflers föregående verk Skådespelerskan. Tio år senare var pjäsen aktuell att uppföras på Nya Teatern i Stockholm. Pjäsen regisserades av Ludvig Josephson och repeterades hemma hos Leffler i början av december 1883. Trots detta kom pjäsen aldrig att uppföras då den fick stå tillbaka för verk som ansågs vara mer betydande.

### Fotnoter
1. 1 2  Lauritzen 2012, s. 93, 120, 228
2. ↑  ”Anne Charlotte Lefflers papper”. Arken. Kungliga Biblioteket. Arkiverad från originalet den 4 juli 2019. https://web.archive.org/web/20190704203143/https://arken.kb.se/SE-S-HS-L4. Läst 1 december 2012.